# Vermicella
Vermicella is een geslacht van slangen uit de familie koraalslangachtigen (Elapidae) en de onderfamilie Elapinae.

## Naam en indeling
De wetenschappelijke naam van de groep werd voor het eerst voorgesteld door John Edward Gray in Günther in 1858. Er zijn zes soorten, inclusief de pas in 2018 beschreven soort Vermicella parscauda.
De slangen werden eerder aan andere geslachten toegekend, zoals Calamaria, Elaps, Furina en Rhynchelaps. De soort Neelaps calonotus werd tot recentelijk ook tot het geslacht Vermicella gerekend.

## Verspreiding en habitat
De slangen komen endemisch voor in delen van Australië en leven in de deelstaten New South Wales, Noordelijk Territorium, Queensland, Victoria, Zuid-Australië en West-Australië. De habitat bestaat uit savannen, graslanden, bossen en scrublands.

## Beschermingsstatus
Door de internationale natuurbeschermingsorganisatie IUCN is aan vijf soorten een beschermingsstatus toegewezen. De slangen worden beschouwd als 'veilig' (Least Concern of LC).

## Soorten
Het geslacht omvat de volgende soorten, met de auteur en het verspreidingsgebied.
| Naam                              | Auteur                                                           | Verspreidingsgebied                                                                       |
| --------------------------------- | ---------------------------------------------------------------- | ----------------------------------------------------------------------------------------- |
| Bandy-bandy (Vermicella annulata) | Gray, 1841                                                       | Australië (New South Wales, Noordelijk Territorium, Queensland, Victoria, Zuid-Australië) |
| Vermicella intermedia             | Keogh & Smith, 1996                                              | Australië (Noordelijk Territorium, West-Australië)                                        |
| Vermicella multifasciata          | Longman, 1915                                                    | Australië (Noordelijk Territorium, West-Australië)                                        |
| Vermicella parscauda              | Derez, Arbuckle, Ruan, Xie, Huang, Dibben, Shi, Vonk & Fry, 2018 | Australië (Queensland)                                                                    |
| Vermicella snelli                 | Storr, 1968                                                      | Australië (West-Australië)                                                                |
| Vermicella vermiformis            | Keogh & Smith, 1996                                              | Australië (Noordelijk Territorium)                                                        |